# Starîi Ciortorîisk, Manevîci
Starîi Ciortorîisk (în ucraineană Старий Чорторийськ) este o comună în raionul Manevîci, regiunea Volînia, Ucraina, formată numai din satul de reședință.

## Demografie
Componența lingvistică a satului Starîi Ciortorîisk
     Ucraineană (99,73%)
     Alte limbi (0,27%)
Conform recensământului din 2001, majoritatea populației satului Starîi Ciortorîisk era vorbitoare de ucraineană (99,73%), existând în minoritate și vorbitori de alte limbi.